# Freddy Guimard
Freddy Guimard (né le 26 décembre 1986 à Châteaudun), est un athlète français, spécialiste des épreuves de cross-country et de fond.

## Biographie
Il grandit au sein de la commune de Douy, proche de Châteaudun, avec ses parents. Son père est régleur tandis que sa mère est ouvrière. Tous deux travaillent au sein de l'usine Vorwerk de Cloyes-les-Trois-Rivières. En parallèle de sa carrière, Freddy Guimard exerce l'emploi d'électricien, puis de conseiller en vente chez Décathlon.  
En 2016, il remporte son premier titre de champion de France en s'adjugeant l'épreuve du 10 000 mètres. L'année suivante, il décroche le titre sur marathon. Ses performances lui permettent de participer à la Coupe d'Europe du 10 000 mètres en 2016 ainsi qu'aux championnats d'Europe et du monde de cross-country en 2017. 

## Palmarès
| Date | Compétition                             | Lieu           | Résultat | Épreuve  | Temps           |
| ---- | --------------------------------------- | -------------- | -------- | -------- | --------------- |
| 2012 | Championnats de France de 10 kilomètres | Roanne         | 3e       | 10 km    | 29 min 27 s     |
| 2012 | Championnats de France de marathon      | Nice           | 3e       | Marathon | 2 h 20 min 28 s |
| 2016 | Championnats de France du 10 000 mètres | Paris          | 1er      | 10 000 m | 29 min 3 s 54   |
| 2017 | Championnats de France de marathon      | Combs-la-Ville | 1er      | Marathon | 2 h 20 min 10 s |
| 2018 | Championnats de France de marathon      | Albi           | 3e       | Marathon | 2 h 23 min 28 s |

| Date | Compétition                            | Lieu    | Résultat | Épreuve              | Temps           |
| ---- | -------------------------------------- | ------- | -------- | -------------------- | --------------- |
| 2016 | Coupe d'Europe du 10 000 mètres        | Mersin  | 11e      | 10 000 m             | 29 min 40 s 57  |
| 2017 | Championnats du monde de cross-country | Kampala | 70e      | Cross seniors hommes | 31 min 45 s     |
| 2017 | Championnats d'Europe de cross-country | Šamorín | 56e      | Cross seniors hommes | 31 min 47 s     |
| 2023 | Marathon de Paris                      | Paris   | 16e      | Marathon             | 2 h 15 min 30 s |

## Records
| Épreuve       | Marque          | Lieu     | Date            |
| ------------- | --------------- | -------- | --------------- |
| 10 000 mètres | 29 min 3 s 54   | Paris    | 27 avril 2016   |
| 10 kilomètres | 29 min 25 s     | Langueux | 22 juin 2013    |
| Semi-marathon | 1 h 04 min 00 s | Valence  | 22 octobre 2023 |
| Marathon      | 2 h 13 min 53 s | Valence  | 3 décembre 2023 |